# دريجة ملعقية المنقار
دريجة ملعقية المنقار أو دريجة قزمة (الاسم العلمي: Eurynorhynchus pygmeus) (بالإنجليزية: Spoon-billed Sandpiper)‏ هو نوع من الطيور يتبع جنس الدريجة الملعقية من فصيلة دجاج الارض.